# Tanacetum eginense
Tanacetum eginense — вид рослин з роду пижмо (Tanacetum) й родини айстрових (Asteraceae).

## Середовище проживання
Ендемік сходу Туреччини.